# Comuna de Nowe Brzesko
Nowe Brzesko (polaco: Gmina Nowe Brzesko) é uma gminy (comuna) na Polónia, na voivodia de Pequena Polónia e no condado de Proszowicki. A sede do condado é a cidade de Nowe Brzesko.
De acordo com os censos de 2004, a comuna tem 5791 habitantes, com uma densidade 106,2 hab/km².

## Área
Estende-se por uma área de 54,53 km², incluindo:
- área agricola: 88%
- área florestal: 0%

## Demografia
Dados de 30 de Junho 2004:
|                      | Total   | Total | Mulheres | Mulheres | Homens  | Homens |
| -------------------- | ------- | ----- | -------- | -------- | ------- | ------ |
|                      | pessoas | %     | pessoas  | %        | pessoas | %      |
| População            | 5791    | 100   | 2945     | 50,9     | 2846    | 49,1   |
| Densidade (pop./km²) | 106,2   | 100   | 54       | 54       | 52,2    | 52,2   |

De acordo com dados de 2002, o rendimento médio per capita ascendia a 1158,09 zł.

## Subdivisões
- Grębocin, Gruszów, Hebdów, Kuchary, Majkowice, Mniszów, Mniszów-Kolonia, Nowe Brzesko, Pławowice, Przybysławice, Rudno Dolne, Sierosławice, Szpitary, Śmiłowice.

## Comunas vizinhas
- Drwinia, Igołomia-Wawrzeńczyce, Koszyce, Proszowice